# Салах ад-Дин
Юсуф Салах ад-Дин ибн Аюб (или Саладин) (на арабски: صلاح الدين) е султан на сарацините в Сирия и Египет през втората половина на XII век. Роден е през 1138 година в кюрдско семейство в Тикрит, Ирак, и умира на 4 март 1193 година в Дамаск, Сирия. Остава в историята като предводител на ислямска завоевателна кампания в Арабия, а по-късно и на мюсюлманската съпротива срещу експанзията на кръстоносните държави в Близкия изток. Запомнен е от средновековната западноевропейската литература като най-силния и благороден противник на кръстоносците. Дава фамилното си име на основаната от него династия Аюбиди.

## Произход и ранни години
Саладин е роден през 1138 г. в кюрдско семейство в Тикрит (град в днешен Северен Ирак), произхождащо от Киликия. Баща му, Неджмедин Еюби, се премества в Мосул, след като е прогонен от Тикрит. Там е назначен за главнокомандващ на крепостта Баалбек от турския управител на Мосул – Имад ад-Дин Зенги, основател на династията на Зенгидите. След смъртта на Зенги, Неджмедин става управител на Мосул, а младият Юсуф е изпратен да завърши образованието си в Дамаск, където изучва сунитска теология. Представен е в двора на емира на Алепо и Дамаск Нур ад-Дин (Нуредин) Зенги, където служат много негови роднини.

## Първи военни походи
Военната кариера на Саладин започва под егидата на чичо му Асад ад-Дин Ширкух, важен военен командир. През 1163 везирът на фатимидския халиф ал-Адид, Шавар, е изгонен от Египет от съперника му Диргам. Той иска военна подкрепа от Нур ад-Дин, който се съгласява и през 1165 г. изпраща Ширкух да помогне на Шавар в похода му срещу Диргам. Саладин също отива с тях. След като Шавар връща поста си, нарежда на Ширкух да оттегли войската си срещу сума от 30 000 динара, но той отказва с довода, че желанието на Нур ад-Дин е да остане. Ролята на Саладин е незначителна. Знае се, че е бил накаран от Ширкух да събира припаси от Билбейс преди обсадата му от общите сили на кръстоносците и Шавар.
След превземането на Билбейс кръстоносно-египетската войска и армията на Ширкух се срещат в битка до пустинната граница на реката Нил, източно от Гиза. Саладин играе важна роля като командир на дясната част от войската, докато група кюрди ръководят лявото крило, а Ширкух ръководи център. Според ислямските източници от това време обаче Саладин е бил в центъра със заповед да примами врага в капан. Силите на кръстоносците печелят победа в началото срещу Ширкух, но теренът е твърде стръмен и песъчлив за конете им и командирът им е пленен, докато атакува отряда на Саладин. След откъслечни битки в малките долини южно от главната позиция, основните сили на Зенгидите се завръща в нападението; Саладин се присъединява отстрани.
Битката завършва с победа на Зенгидите, и Саладин е признат за помощта си в една от „най-забележителните победи в писаната история“, според Ибн ал-Атир, въпреки че повечето от воините на Ширкух са убити и битката се смята от повечето източници за непълна победа. Саладин и Ширкух се местят в Александрия (Египетска), където са приети и получават пари, оръжие и база. Изправени пред превъзхождащата ги военна сила на кръстоносците и египтяните, които се опитват да обсадят града, Ширкух разделя армията си. Той и по-голямата част от силите си напускат Александрия, а Саладин остава да пази града.

## В Египет

### Емир на Египет
Ширкух започва борба за власт над Египет с Шавар и Амалрик I от Йерусалимското кралство, от което Шавар иска помощ. През 1169 г. Шавар е убит от Саладин, а Ширкух умира по-късно през същата година. Нур ад-Дин избира наследник на Ширкух, но ал-Адид назначава Саладин да наследи Шавар на поста на везир.
Мотивите на шиитския халиф ал-Адид да избере Саладин, който е сунит, са различни. Според Ибн ал-Атир халифа го избира след като съветниците му казват, че „няма по-слаб и по-млад“ от Саладин и че „нито един от емирите не му се подчинява“. Въпреки това според тази версия, след известни преговори, е приет от множеството емири. Съветниците на ал-Адид са заподозрени в опити да разцепят редиците на зенгидите. Ал-Вахрани пише, че Саладин е избран заради репутацията на семейството му за тяхната „щедрост и военна мощ“. Имад ад-Дин пише, че след краткия период на траур по Ширкух, през който „мненията се различават“, зенгидските емири се решават за Саладин и принуждават халифа да назначи Саладин за везир. Въпреки че позициите са усложнени от съперническите мюсюлмански лидери, голяма част от сирийската войска подкрепя Саладин поради ролята му в Египетската експедиция, през която той получава ред военни квалификации.
Встъпил в длъжността емир на 26 март, Саладин се отказва от „пиенето на вино и се отвръща от лекомислието за да приеме дрехите на религията“. След като получава повече власт и свобода, отколкото е имал дотогава, Саладин е поставен пред въпроса дали да даде пълната си лоялност на ал-Адид или на Нур ад-Дин. Говори се, че последният е враждебно настроен към назначаването на Саладин и е казва „как смее той [Саладин] да направи нещо без моите заповеди?“ Той пише редица писма до Саладин, който ги отхвърля без да изоставя верността си към Нур ад-Дин.

### Султан на Египет
Едва след неговата смърт през 1174 г., Саладин приема титлата султан на Египет. Той възстановява сунизма в страната и става основател на династията на Аюбидите. През 1174 г. присъединява Хама и Дамаск, а през 1175 г. – Халеб.

## Присъединяване на Сирия

### Превземането на Дамаск
В началото на лятото на 1174 г., Нур ад-Дин мобилизира армия, призовавайки войски от Мосул, Диарбекир и Ал Джазира в очевидна подготовка за атака срещу Египет на Саладин. Аюбидската династия провежда съвет при разкриването на подготовката му, за да обсъди възможната заплаха и Саладин събира собствените си войски пред Кайро. На 15 май Нур ад-Дин умира, след като е отровен предната седмица, и властта е предадена на единадесетгодишния му син Ас-Салих Исмаил ал-Малик. Неговата смърт оставя Саладин политически независим и в писмо до Ас-Салих, той обещава да „действа като меч“ срещу враговете му и описва смъртта на баща му като „земетресение“.
В резултат на смъртта на Нур ад-Дин, Саладин е изправен пред трудно решение – той може да придвижи армията си от Египет срещу кръстоносците или да изчака, докато бъде поканен от Ас-Салих в Сирия за помощ и да започне война от там. Той също може да го поеме риска да анексира Сирия, преди тя да попадне в ръцете на някой съперник, но Саладин се страхува, че отнемането на земя, която преди това е принадлежала на господаря му, е против ислямските принципи, които той следва, и това може да го представи в неприятна светлина и по този начин да попречи на воденето на война срещу кръстоносците. Саладин разбира, че за да се придобие Сирия, той или трябва да изчака покана от Ас-Салих или да го предупреди, че има потенциална опасност от анархия и заплаха от страна на кръстоносците.
Когато Ас-Салих отива до Алепо през август, Гумустигин, емир на града и капитан на ветераните на Нур ад-Дин, поема попечителство над него. Емирът се готви да отстрани всичките си съперници в Сирия и Ал Джазира, като започне с Дамаск. В тази извънредна ситуация, управителя на Дамаск призовава Саиф ал-Дин от Мосул (братовчед на Гумустигин) за помощ срещу Алепо, но той отказва, принуждавайки сирийците да поискат помощ от Саладин. Саладин преминава през пустинята със 700 подбрани конници, минава през Ал-Керак, сред което достига Босра. Според самия него, към армията му се присъединяват „емири, войници и бедуини – емоциите на сърцата им са изписани по техните лица.“ На 23 ноември той пристига в Дамаск сред всеобщи акламации и се настанява в стария дом на баща си, докато портите на цитаделата на Дамаск се отворят за него след четири дни. Той се настанява в замъка и получава почитта и поздравите на гражданите.

### Други завоевания
Оставяйки брат си Тухтигин като губернатор на Дамаск, Саладин пристъпва към завоюването на други градове, принадлежали преди на Нур ал-Дин, но сега на практика независими. Неговата армия превзема Хамах с относителна лекота, но избягва да атакува Хомс поради здравината на градската цитадела. Саладин се придвижва на север към Алепо и го обсажда на 30 декември, след като Гумустигин отказва да сдаде властта. Ас-Салих, страхувайки се от плен, излиза от двореца си и призовава жителите да не предават него и града на настъпващите войски. Един от хронистите на Саладин твърди, че „народът се поддаде на неговото обаяние.“
Гумустигин се обръща за помощ към Рашид ад-Дин Синан, водач на сирийските асасини (които са в противоречие със Саладин, откакто е заменил египетските Фатимиди), да го убият в лагера му. На 11 май 1175 г. група от тринадесет асасини успяват лесно да проникнат в лагера, но са открити, точно преди да извършат атаката си, от Насин ал-Дин Хумартекин от Абу Кубаис. Един от нападателите е убит непосредствено от командир на Саладин, а другите са избити, докато се опитват да избягат. За да затрудни напредването на Саладин, Раймон III (владетел на графство Триполи), събира силите си край Нахр ал Кабир, където са разположени на добри позиции за нападение срещу мюсюлманските земи. Вместо това, Саладин се придвижва към Хомс, но отстъпва, след като му е съобщено, че към града са изпратени значителни войски от Сейф ал-Дин.
В същото време, съперниците на Саладин в Сирия и Джазира водят пропагандна война срещу него, твърдейки, че е „забравил собственото си положение [слуга на Нур ад-Дин]“ и не е показал нужното почитание към стария си господар, като е обсадил сина му, и се е надигнал „на бунт срещу своя Господ“. Саладин цели да се противопостави на тази пропаганда, като слага край на обсадата, твърдейки, че защитава исляма от кръстоносците и армията му се завръща към Хама, за да влезе в схватка с тях. Кръстоносците се оттеглят предварително и Саладин провъзгласява това за „победа, отваряща портите към човешките сърца.“. Много скоро, през март 1175 г., Саладин влиза в Хомс и превзема цитаделата на града, след упорита съпротива от страна на защитниците ѝ.
Успехите на Саладин всяват тревога в Сейф ал-Дин. Като водач на Зенгидите, включително и на Гумустигин, той счита Сирия и Месопотамия за лична фамилна собственост и изпада в гняв, когато Саладин се опитва да сложи ръка на семейните владения. Сейф ал-Дин събира голяма армия и я изпраща до Алепо, чиито защитници нетърпеливо я очакват. Обединените сили на Мосул и Алепо нападат Саладин в Хама. Значително превъзхождан по численост, Саладин първоначално се опитва да изглади отношенията си със Зенгидите, като предлага да изостави всичките си завоевания на север от областта Дамаск, но те отказват, настоявайки той да се завърне в Египет. Виждайки, че конфронтацията е неизбежна, Саладин се подготвя за битка, като заема по-висока позиция по хълмовете по ждрелото на река Оронт. На 13 април 1175 г., зенгидската армия атакува силите му, но скоро се оказва заобградена от аюбидските ветерани на Саладин, които я разбиват. Битката завършва с решителна победа за Саладин, който преследва зенгидските бегълци до портите на Алепо, принуждавайки съветниците на Ас-Салих да признаят контрола на Саладин над провинциите Дамаск, Хомс и Хама, както и над редица други градове, като например Маарат ал-Нуман.
След победата си срещу Зенгидите, Саладин се самообявява за владетел и премахва името на Ас-Салих в петъчните молитви и ислямското монетосечене. От този момент нататък, той нарежда молитви с неговото име във всички джамии на Сирия и Египет като върховен владетел, и изпраща заповед в Кайро, златните монети да носят официалната му титла – „ал-Малик ан-Насир Юсуф Аюб, ала гая“. Абасидския халиф в Багдад любезно приветства завземането на властта от Саладин и го обявява за „Султан на Египет и Сирия.“.
Битката при Хама не слага край на спора за властта между Аюбиди и Зенгиди, като финалният сблъсък настъпва през пролетта на 1176 г. Саладин събира многочислени подкрепления от Египет, докато Сейф ал-Дин набира войски сред малките държавици в Диарбекир и Ал-Джазира. Когато Саладин прекосява Оронт, оставяйки Хама, се случва слънчево затъмнение. Той счита това за поличба и продължава похода на север. Саладин достига до Могилата на султана, на около 25 км от Алепо, където войските му срещат армията на Сейф ал-Дин. Следва ръкопашен бой, при който Зенгидите успяват да пробият левия фланг на Саладин, изтласквайки го до мястото, където е той. Тогава Саладин лично повежда атака към командира на зенгидските телохранители. Зенгидските сили изпадат в паника и в крайна сметка повечето от офицерите на Сейф ал-Дин са убити или пленени, докато самия той едва успява да избяга. В ръцете на Аюбидите попада лагера на зенгидската армия – коне, обоз, палатки и друго имущество. Военнопленниците обаче са освободени и им са раздадени подаръци. Цялата плячка от победата е предоставена на армията, като Саладин не оставя нищо за себе си.
Саладин продължава към Алепо, който все още държи вратите си затворени за него, и спира пред града. По пътя си, армията му превзема Бузаа, след това и Манбидз. Оттам, на 15 май тя се отправя на запад, за да обсади крепостта Азаз. Няколко дни по-късно, докато Саладин си почива в палатката на един от командирите си, в нея нахлува асасин и замахва към главата му с нож. Ножът не преминава през шлема на главата му и той успява да хване ръката на убиеца. Камата само се врязва в гамбезона му и нападателя скоро е убит. Саладин е изнервен от покушението, за което обвинява Гумустигин и асасините, и увеличава усилията си при обсадата.
Азаз капитулира на 21 юни, и след това Саладин бързо прехвърля силите си до Алепо, за да накаже Гумустигин. Атаките му отново срещат съпротива, но той успява да сключи не само примирие, а и взаимен съюз с Алепо, в чиито условия на Гумустигин и е позволено да задържат града в замяна на това да признаят Саладин като суверен на всички територии които е завладял. Управителите на Мардин и Кейфа, мюсюлманските съюзници на Алепо, също признават Саладин за владетел на Сирия. Със сключването на договора, по-малката сестра на Ас-Салих идва при Саладин и настоява за връщането на крепостта Азаз. Саладин се съгласява и я ескортира обратно до портите на Алепо с многобройни подаръци.

### Поход срещу асасините
Саладин договаря примирия със Зенгидите и Йерусалимското кралство (лятото на 1175 г.), но е изправен пред заплахата на сектата на асасините, водени от Рашид ад-Дин Синан. Скрити в планините Ал Нусайри, асасините владеят девет крепости, разположени на голяма височина. Веднага след като разпуска по-голямата част от войниците си в Египет, Саладин повежда войски в планината през август 1176 г., но се оттегля през същия месец, без да завладее нито една от крепостите, поради забавянето си в равнините. Повечето ислямски историци твърдят, че чичото на Саладин посредничи за мирно споразумение между него и Синан. По-късни панегерици твърдят, че Саладин се оттегля поради страха от убийство от ръцете на наемните убийци – по-точно този на Синан.
Според тази версия, Саладин дава на пазачите си снопове факли и разпръсква тебешир и пепел около шатрата си край Масиаф, който тогава обсажда – за да открият евентуални стъпки на асасини. Една нощ, пазачите на Саладин забелязва светлина надолу по хълма на Масиаф която след това изчезва сред аюбидските палатки. След малко, Саладин се събужда и вижда фигура да излиза от шатрата му. След това вижда, че лампите са разместени, а до леглото му има бележка, прикована с отровна кама. Бележката заплашва, че ще бъде убит, ако не се откаже от атаката си. Саладин надава силни викове, твърдейки, че фигурата, която е излязла от палатката, е бил Синан.
Друга версия твърди, че Саладин набързо оттегля войските си от Масиаф, защото те спешно са необходими да посрещнат силите на кръстоносците близо до планината Ливан. Осъзнавайки, че не е в състояние да покори асасините, Саладин търси съюз с тях, и по този начин да лиши кръстоносците от могъщ съюзник срещу себе си. Гледайки на изгонването на кръстоносците като взаимна изгода и приоритет, Саладин и Синан след това поддържат отношения на сътрудничество, като асасините изпращат контингенти в подкрепа на армията на Саладин в редица последвали решителни сражения.

## Завръщане в Кайро и набези в Палестина
След оттеглянето си от планината Ал Нусайри, Саладин се завръща в Дамаск и разпуска сирийските си войски да се приберат по домовете. Той оставя Сирия под управлението на Туран Шах и потегля за Египет само с личните си телохранители. Отсъствал от Кайро близо две години, Саладин започва реорганизация и строителство в страната, и преди всичко отделя внимание на укрепяването на Кайро. Градските стени са поправени и издигнати на височина, започнато е строителството на цитаделата в града. По негова заповед е изкопан и 85-метровия кладенец „Бир Юсуф“. Най-мащабните работи извън Кайро са големият мост при Гиза, чиято цел е да служи и като външно укрепление при защита от евентуално мавърско нападение.
През ноември 1177 г., Саладин нарежда нападение над Палестина – кръстоносците скоро преди това са извършили набег към Дамаск и Саладин осъзнава, че примирието вече не се спазва. Кръстоносците изпращат голяма войска да обсади крепостта Харим, северно от Алепо, и по този начин южна Палестина е останала почти без защита. Саладин използва подходящата ситуация, и напредва с армията си към град Аскалон, който нарича „годеницата на Сирия“. Хронистът Гийом от Тир отбелязва, че Аюбидската армия наброява 26 000 войници, от които 8000 елитни и 18 000 чернокожи роби-войници от Судан. Армията нахлува в страната, опустошава Рамла и Лод, и достига чак до портите на Йерусалим.

### Битки и мир с Балдуин
Аюбидите позволяват крал Балдуин да влезе в Аскалон с базираните си в Газа тамплиери, без да предприемат каквито и да е предпазни мерки срещу внезапно нападение. Въпреки че силите на кръстоносците се състоят само от 375 рицари, Саладин се поколебава да им устрои засада, поради наличието на опитни командири сред врага. На 25 ноември, когато по-голямата част от армията на Аюбидите отсъства, Саладин е изненадан близо до Рамла в битката при Монжизар. Преди да успеят да се подредят, аюбидските сили са прегазени от тамплиерите. Първоначално Саладин опитва да организира хората си в боен ред, но когато вижда че телохранителите му са убити, разбира че поражението е неизбежно и с останките от войските си се оттегля чак до Египет.

## Борба с кръстоносците
Турските и арабските емирства са силно разединени на политическа и религиозно-идеологическа основа и от това се възползват участниците в Първия кръстоносен поход – франкските барони. Те бързо преодоляват несолидаризираната съпротива и създават няколко полуфеодално-полутеократични княжества в Светите за християнството земи.

### Превземането на Йерусалим
Саладин се превръща в обединяваща личност за емирите. Повежда войските на исляма в битката при Хатинските хълмове (3—4 юли 1187 г.), където побеждава кръстоносците, предвождани от краля на Йерусалимското кралство Ги дьо Лузинян, пленен в битката. След тази победа Саладин се отправя към Йерусалим и го обсажда. На 2 октомври 1187 година последният защитник на Йерусалим Балиан предава града, след като получава обещанието на мюсюлманския военачалник сложилите оръжие християни да бъдат пропуснати да се оттеглят към Акра. Западният свят признава, че благородният Саладин изпълнява поетата дума.

### Трети кръстоносен поход
По време на Третия кръстоносен поход Саладин се сблъсква с кръстоносните войски на крал Ричард Лъвското сърце и крал Филип II при град Акра. По време на битката Саладин научава, че Ричард Лъвското сърце е болен и изпраща свои лекари, за да помогнат в лечението му, защото си струва да се помогне на достоен противник. Ричард Лъвското сърце оздравява, след което постигат мирно споразумение, с което Светите земи стават достъпни за поклонниците от всички вероизповедания.

## Смърт
Саладин умира на 4 март 1193 година в Дамаск, скоро след отпътуването на Ричард Лъвското сърце. След смъртта му, в хазната няма достатъчно средства за погребението му – Саладин е раздал цялото си богатство на бедните.
Саладин е погребан в мавзолей, намиращ се в градината на джамията Омаяд в Дамаск, Сирия. Император Вилхелм II дарява нов мраморен саркофаг на мавзолея, но тялото на Саладин не е преместено в него. Днес в мавзолея има два саркофага: един – празен мраморен, и един – изработен от дърво, в който е тялото на Саладин.

## Саладин в съвременността
Саладин е кумир на Садам Хюсеин, който, също като него, е роден в Тикрит. По време на управлението на диктатора в Ирак има култ към Саладин.
Персонажът на Саладин фигурира във филма Небесно царство (2005 г., реж. Ридли Скот), а също и в Арн – Рицарят тамплиер (2007, реж. Петер Флинт), където е представен като мъдър и благороден владетел. В компютърната игра Assassin's Creed уличните глашатаи също споменават името на Саладин. Той присъстства в качеството си на един от лидерите в игрите Civilization IV и Medieval II: Total War: Kingdoms, а в играта Age of Empires II има кампания за Саладин.

### Основни източници
- Bahā' al-Dīn Ibn Shaddād. The Rare and Excellent History of Saladin.   Ashgate, 2002. ISBN 978-0-7546-3381-5. (на английски)
- Imad ad-Din al-Isfahani. Conquête de la Syrie et de la Palestine par Salâh ed-dîn.   Brill, 1888. (на френски)

### Вторични източници
- Bosworth, Clifford. Mahk-Mid //  "Salah+al-Din"+pahlavan+OR+pahlawan&source=web&ots=vLzdvFPf4b&sig=_3D6G6BCDM3V6Sg4siHpW_8SuG0&hl=en  The Encyclopaedia of Islam. Т. VI.   E. J. Brill, 1989. ISBN 90-04-08112-7. Посетен на 18 май 2008. (на английски)
- Gabrieli, Francesco. Arab historians of the crusades.   London, Routledge & Kegan, 1984. ISBN 978-0-7102-0235-2. p. 362. (на английски)
- Gillingham, John. Richard I.   New Haven, Yale University Press, 1999. ISBN 978-0-300-07912-8. p. 378. (на английски)
- Grousset, René. The epic of the Crusades.   New York, Orion Press, 1970. (на английски)
- Lane-Poole, Stanley. Saladin and the Fall of the Kingdom of Jerusalem.   London, G. P. Putnam's Sons, 1906. (на английски)
- Lyons, M. C., Jackson, D.E.P. Saladin: the Politics of the Holy War.   Cambridge University Press, 1982. ISBN 978-0-521-31739-9. (на английски)
- Minorsky, Vladimir. Studies in Caucasian history.   London, Cambridge University Press, 1953. (на английски)
- Rossoff, Dovid. Where heaven touches earth: Jewish life in Jerusalem from medieval times to the present.   Jerusalem, Guardian, 2001. ISBN 978-0-87306-879-6. (на английски)
- Runciman, Steven. A History of the Crusades: The Kingdom of Jerusalem and the Frankish East 1100 – 1187. 2nd ed. Т. 2.   London, Penguin, 1990. ISBN 978-0-14-013704-0. (на английски)
- Ter-Ghevondyan, Aram N. Արաբական Ամիրայությունները Բագրատունյաց Հայաստանում (The Arab Emirates in Bagratuni Armenia).   Yerevan, Armenian Academy of Sciences, 1965. (на амхарски)